# Cmentarz wojenny nr 119 – Staszkówka
Cmentarz wojenny nr 119 – Staszkówka – austriacki cmentarz wojenny zaprojektowany przez Jana Szczepkowskiego. Znajduje się w centrum wsi Staszkówka, położonej w powiecie gorlickim, w gminie Moszczenica. Jest jednym z ponad 400 zachodniogalicyjskich cmentarzy wojennych zbudowanych przez Oddział Grobów Wojennych C. i K. Komendantury Wojskowej w Krakowie. Należy do Okręgu IV – Łużna. Cmentarz znajduje się w centrum wsi przy drodze do Łużnej. 

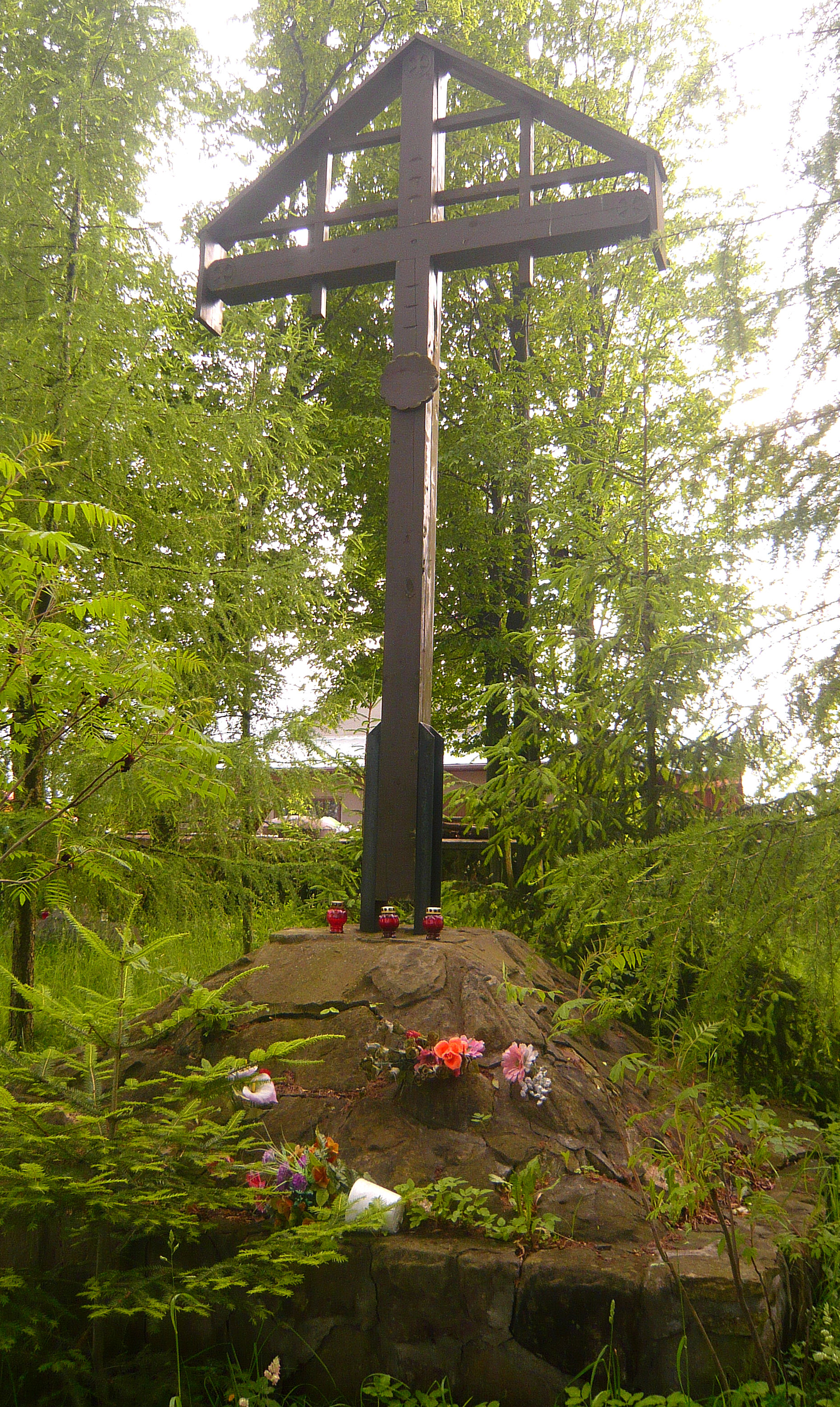
Cmentarz wojskowy nr 119 – krzyż

Na cmentarzu pochowanych jest łącznie 509 żołnierzy rosyjskich poległych w I wojnie światowej w 29 grobach zbiorowych (nagrobki w formie potrójnych żeliwnych krzyży lotaryńskich osadzonych na betonowym cokole) oraz 17 pojedynczych (nagrobki w formie pojedynczych żeliwnych krzyży lotaryńskich osadzonych na betonowym cokole) poległych 2 maja 1915 roku. Polegli żołnierze służyli m.in. w 123 Kozłowskim Pułku Piechoty i 124 Woroneskim Pułku Piechoty.

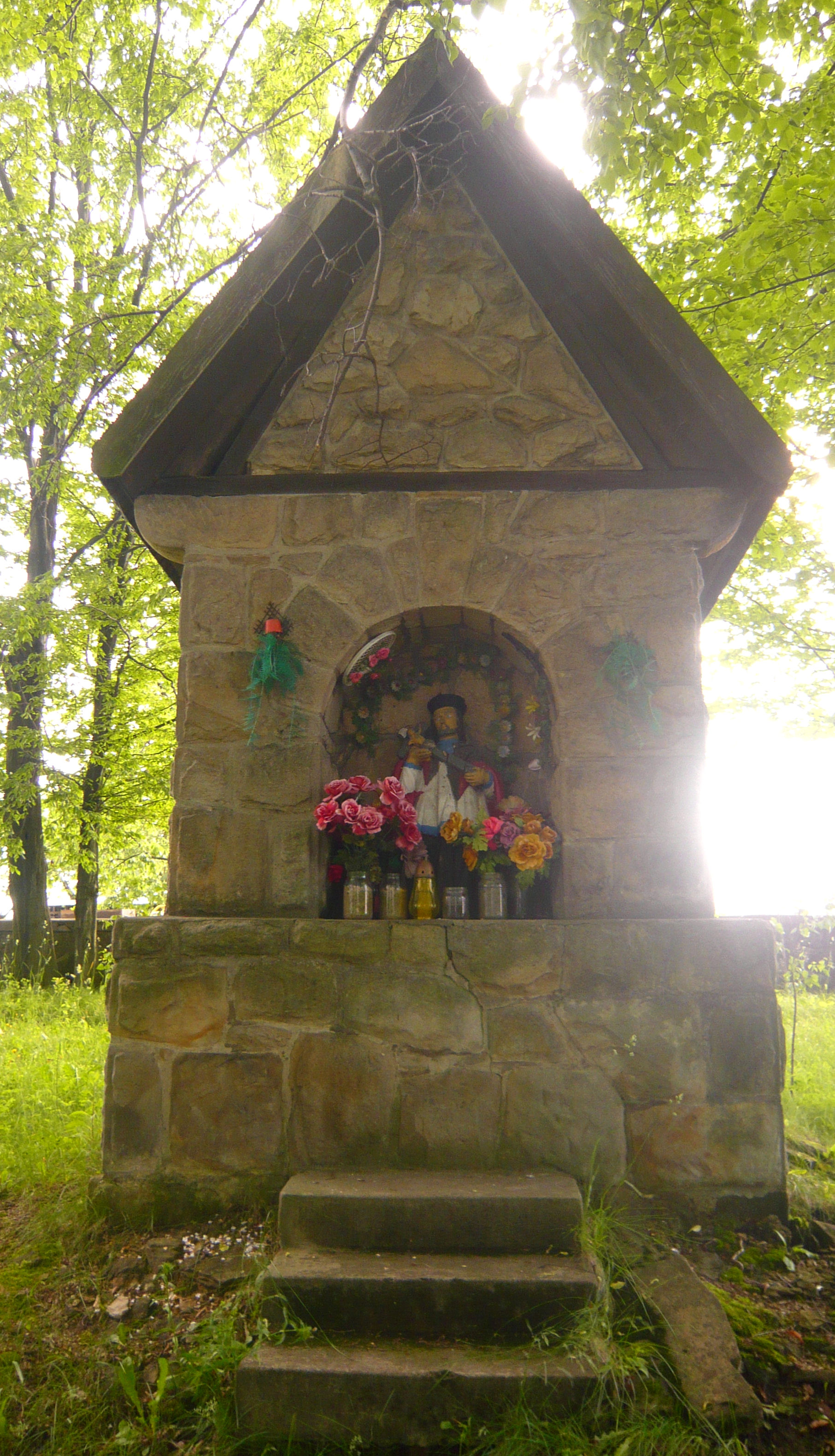
Cmentarz wojskowy nr 119 – kapliczka

Obiekt jest po gruntownym remoncie, zachowany w bardzo dobrym stanie. Ma kształt prostokąta o łącznej powierzchni 780 m². Otoczony jest z trzech stron jednolitym kamiennym murem o wysokości około metra. Od strony drogi ogrodzenie wykonane jest z kamiennych słupów oraz drewnianych przęseł. Bramka wejściowa jest wykonana z dwóch masywnych kamiennych słupów.